# المس د اسگبا
المس د اسگبا (به اسپانیایی: Olmos de Esgueva) یک شهرستان در اسپانیا است که در استان وایادولید واقع شده‌است.